# Macchi M.C.200
Il Macchi M.C.200 "Saetta" era un aereo da caccia monomotore ad ala bassa sviluppato dall'azienda aeronautica italiana Aeronautica Macchi negli anni trenta. Fece il primo volo il 24 dicembre 1937. ed entrò in linea nel 1939. Il Macchi M.C.200 non aveva particolari difetti ed era dotato di ottime capacità per il combattimento ravvicinato. Infatti, la sua maneggevolezza era eccellente e la stabilità nelle picchiate ad alta velocità, eccezionale. Poteva così duellare con i migliori caccia alleati ed uscirne imbattuto. Soltanto il Supermarine Spitfire poteva superarlo, in cabrata.

Di contro alle buone caratteristiche di volo, stavano però la scarsa potenza del motore, una velocità orizzontale appena sufficiente, un armamento inadeguato di sole due mitragliatrici da 12,7 mm in fusoliera (sincronizzate per il tiro attraverso l'elica), l'abitacolo aperto privo di riscaldamento, la mancanza di corazzatura a protezione del pilota (se non in un numero limitato di esemplari), l'impossibilità assoluta di compiere manovre in volo rovescio a causa sia dell'alimentazione a carburatore sia, soprattutto, del disinnesto delle pompe dell'olio e della benzina che una tale manovra avrebbe provocato con conseguente distruzione del motore, una struttura oltremodo onerosa da costruire (circa 20 000 ore/uomo, quando, ad esempio, per il Bf 109E ne bastavano 4 500).

Dall'entrata in guerra dell'Italia, il 10 giugno 1940, all'armistizio del 1943, il Saetta svolse più missioni operative di qualunque altro aereo italiano. Con le insegne della Regia Aeronautica, operò su quasi tutti i fronti della Seconda guerra mondiale: dal Mar Mediterraneo all'Africa e dai Balcani al Fronte orientale.

## Storia del progetto

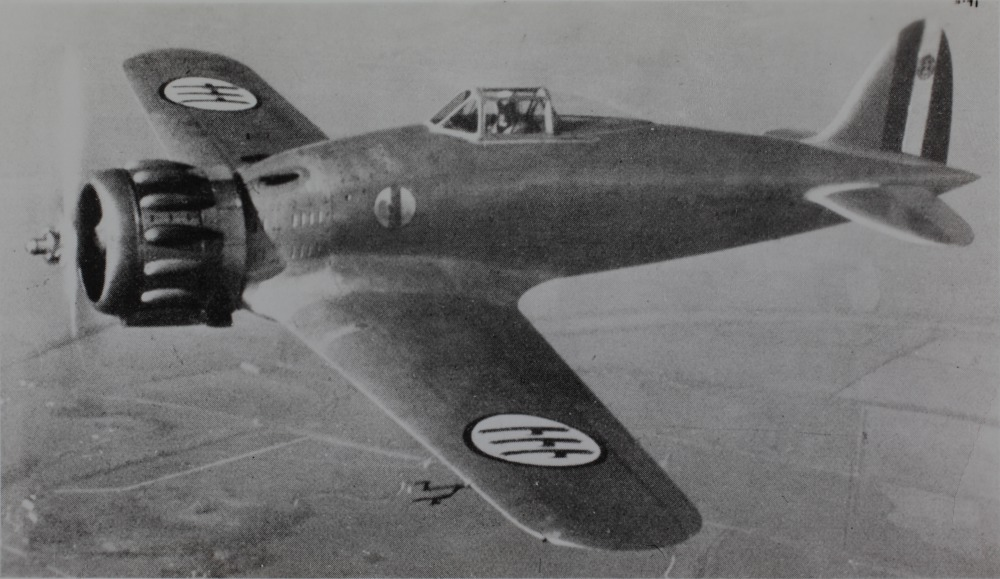
M.C.200 in volo

Nonostante la brillante esperienza in Spagna con i Fiat C.R.32, durante la guerra civile spagnola, e la propensione dei piloti da caccia italiani a preferire un leggero e agile biplano, l'esigenza di dotarsi di mezzi più veloci e moderni viene presto recepita dai vertici della Regia Aeronautica. Venne a questo scopo, il 10 febbraio 1936, emessa una specifica per la fornitura di un Caccia Intercettore Terrestre che doveva corrispondere alle seguenti prestazioni ed equipaggiamenti: velocità massima di 500 km/h, salita a 6000 metri in 5 min, autonomia di due h ed armato con una o due mitragliatrici calibro 12,7 mm, che avesse tra le caratteristiche tecniche una configurazione alare monoplana ad ala bassa, l'adozione di un carrello d'atterraggio retrattile, e che utilizzasse per la propulsione il motore radiale Fiat A.74. Nascono così, quasi contemporaneamente, i progetti del Fiat G.50 e del Macchi M.C.200, quest'ultimo considerato per molti aspetti superiore al primo.
La Macchi affida il progetto all'ingegner Mario Castoldi; il C.200, talvolta nominato "Macchi-Castoldi", da cui la sigla M.C., è un monoplano ad ala bassa, tipo di velivolo del quale l'ing. Castoldi ha già una decennale esperienza con i suoi notevoli idrocorsa, come il Macchi M.39, vincitore nella prestigiosa Coppa Schneider del 1926 e, nel 1931, con il velocissimo M.C.72, il primo a portare ufficialmente la sigla M.C.. Castoldi avrebbe preferito affidare la propulsione ad un motore in linea ma la produzione motoristica nazionale era oramai orientata quasi esclusivamente verso radiali, peraltro prodotti su licenza.
In tempi brevi riesce a realizzare il primo prototipo, marche militari MM.336, che verrà portato in volo per la prima volta, dal Campo della Promessa di Lonate Pozzolo, il 24 dicembre del 1937, pilotato dal pilota collaudatore Giuseppe Burei. Le prime impressioni sono giudicate positive ma, per quanto riuscito, nasce con un difetto di autorotazione. Già dai test svolti l'11 giugno del 1938 a Guidonia, dal Maggiore Ugo Borgogno, risultava che non si poteva stringere molto la virata a 90° perché l'apparecchio tendeva a rovesciarsi dalla parte opposta, particolarmente a destra. Se si chiudeva troppo la virata, il Macchi entrava in una pericolosa autorotazione. Era lo stesso difetto che caratterizzava anche i contemporanei Fiat G.50, IMAM Ro.51, nel 1937, e lo AUSA AUT 18, nel 1939. La causa era il profilo alare ad andamento continuo che sui monoplani favorisce l'entrata in autorotazione. Reggiane 2000 e il Caproni Vizzola F5 avevano un profilo alare ad andamento variabile e non incorrevano nel fenomeno. 
All'inizio del 1940 due piloti restano uccisi proprio a causa di questo difetto. Consegne e voli vengono sospesi. L'aereo viene considerato, dalla media dei piloti, "non pilotabile", proprio mentre va in fumo un ordine di 12 aerei per la Danimarca, a causa dell'invasione tedesca.
Castoldi iniziò subito a sperimentare un nuovo tipo di ala, ma è l'ingegnere Sergio Stefanutti, a Passignano sul Trasimeno, a trovare la soluzione semplicemente incollando strati di compensato di balsa al centro e alle estremità. Castoldi rinuncia alla nuova ala, che riserverà al Macchi M.C. 202.
Ora l'apparecchio ispira fiducia ai piloti, ha un buon comportamento generale nella qualità del volo e in acrobazia, anche se nelle virate molto strette a destra tende ancora a rovesciarsi, ed è praticamente esente da vibrazioni. Così trasformato l'M.C.200 si rivelò presto il nostro migliore caccia dell'epoca: la sua entrata in linea sul fronte greco-albanese lo confermò con numerosi successi sull'Hurricane
Ma, per risparmiare peso, i Macchi della produzione iniziale non avevano corazzatura per proteggere il pilota. Le blindature arrivavano spesso a guerra inoltrata, a volte quando le unità stavano per sostituire le "Saette" con i nuovissimi Macchi M.C. 202, e comunque in numero limitato. E dopo che la corazzatura era stata montata, centrare l'aereo poteva essere piuttosto laborioso e finanche pericoloso. Durante manovre acrobatiche, poteva entrare in una vite piatta da cui l'unico modo di uscire era lanciarsi con il paracadute, come avvenne a Leonardo Ferrulli, il 22 luglio 1941, in Sicilia.
Nel corso dell'intero arco della produzione verranno costruiti 1 153 esemplari, compresi i due prototipi MM.336 e MM.337, di M.C.200, realizzati in 24 diversi lotti non omogenei dalla Macchi (395 + prototipi), Breda (556) e Società Aeronautica Italiana Ambrosini (200).

## Tecnica

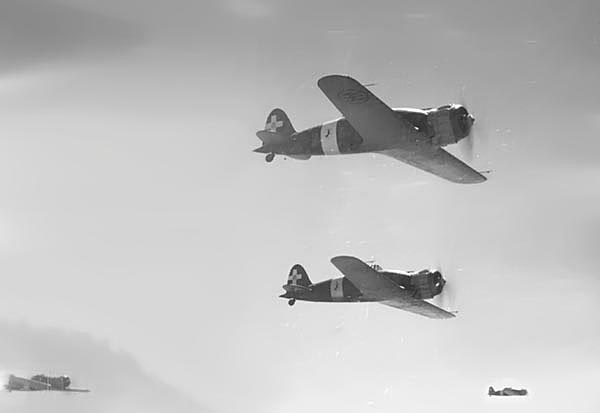
Macchi M.C.200 di scorta ad una formazione di Savoia-Marchetti S.M.79.

L'M.C.200 rappresenta, come il suo omologo Fiat G.50, una svolta nella produzione aeronautica italiana dell'epoca, già intrapresa senza successo dal Breda Ba.27: quella dell'adozione di una configurazione alare monoplana e di una struttura interamente metallica.
La fusoliera, metallica con struttura a semiguscio a correntini e false ordinate, è caratterizzata da un abitacolo aperto, protetto da un parabrezza e da finestrini laterali; la posizione del pilota risulta alquanto sopraelevata e gli consentiva un'ottima visibilità. Nelle prime serie era stato adottato un tettuccio richiudibile che però si riscontrò presentasse il problema dell'impossibilità di apertura oltre una certa velocità a causa della pressurizzazione; inoltre si verificarono minori problemi per la opacizzazione del materiale trasparente della parte posteriore, per cui nelle successive serie si optò per la versione semiaperta. Posteriormente terminava in un impennaggio classico monoderiva dotato di piani orizzontali a sbalzo.
La velatura era monoplana, con l'ala montata bassa sulla fusoliera, ricavata in un'unica struttura costituita da due longheroni e centine, dotata di alettoni ed ipersostentatori ventrali, con tutta la struttura realizzata in metallo a parte il rivestimento in tela verniciata degli alettoni; inizialmente dotata, nel prototipo, di un profilo alare costante, nei modelli di serie adotterà un profilo variabile.
Il carrello era un biciclo classico, anteriormente retrattile a scomparsa, con le gambe di forza che si ritraevano verso la parte interna e si integravano nella struttura alare inferiore; posteriormente era integrato da un ruotino d'appoggio posto sotto la coda.
La propulsione era affidata ad un motore Fiat A.74 RC.38, un radiale 14 cilindri a doppia stella raffreddato ad aria, capace di erogare una potenza di 840 CV (618 kW) ed abbinato ad un'elica tripala di costruzione metallica a passo variabile in volo. A differenza del G.50, che adottava la stessa motorizzazione, viene utilizzata una capottatura bugnata in corrispondenza dei bilancieri posti all'apice delle singole teste, riducendo così sensibilmente l'ingombro frontale a vantaggio anche della visibilità. Il combustibile era stivato in due diversi serbatoi autosigillanti collocati nella fusoliera in posizione baricentrica, uno nella parte tra le due semiali e l'altro sotto l'abitacolo del pilota.
L'armamento era affidato a due mitragliatrici Breda-SAFAT calibro 12,7 mm (camerata per il munizionamento 12,7 × 81 mm SR), montate sopra la capottatura del motore, sincronizzate, che sparavano attraverso il disco dell'elica e che disponevano di 370 colpi per arma. Nella versione cacciabombardiere, l'M.C.200CB, erano presenti sotto le ali gli agganci ausiliari per due bombe fino a 160 kg o per due serbatoi ausiliari da 150 L ognuno.

## Impiego operativo
I primi M.C.200 vennero consegnati alla Regia Aeronautica nel 1939. Al momento dell'entrata in guerra, il 10 giugno 1940, gli esemplari in linea erano 156, la metà pronta all'impiego, con il 16º Gruppo autonomo da caccia terrestre (XVI Gruppo), la 81ª squadriglia del 6º Gruppo caccia del 1º Stormo Caccia Terrestre in Sicilia, il 152º e il 153º Gruppo del 54º Stormo a Vergiate. Il passaggio al nuovo caccia suscitò diverse resistenze fra i piloti, tanto che si può ricordare il caso del 4º Stormo che, primo a ricevere i nuovi caccia alla fine del 1939, preferì ritornare ai fidati biplani C.R.42 quando fu mandato a combattere in Libia nel giugno 1940.
Il primo novembre, gli M.C.200 ottennero la loro prima vittoria, quando un Sunderland in missione di ricognizione fu attaccato appena al largo di Augusta in Sicilia da una pattuglia in crociera di protezione. Con l'arrivo, verso la fine di dicembre, del X Fliegerkorps in Sicilia, i Macchi furono assegnati di scorta agli Ju 87 del I/StG.1 e II/StG.2 nelle loro missioni su Malta. A quel tempo gli Stuka tedeschi, infatti, non avevano ancora un'adeguata protezione, non essendo ancora arrivati i Messerschmitt Bf 109 del 7./JG 26.
In combattimento contro gli Hawker Hurricane si dimostrò efficace nonostante una relativa superiorità del monoposto britannico per velocità e potenza di fuoco, con prestazioni notevoli nei duelli aerei  ravvicinati e senza difetti particolari.

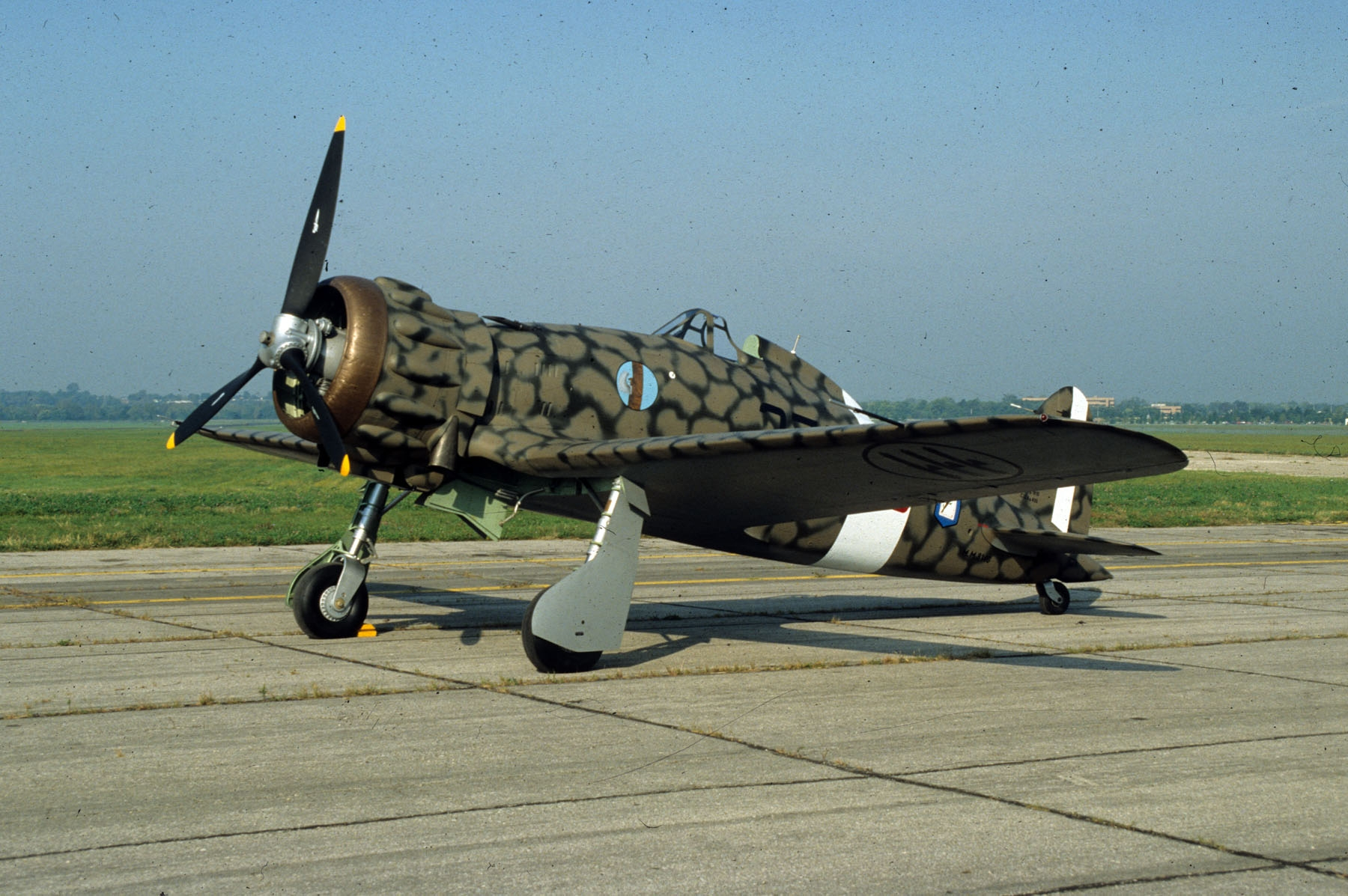
L'M.C.200 con la colorazione utilizzata in Nord Africa. Questo esemplare fu catturato, trasferito negli Stati Uniti e nel 1989 ristrutturato. Attualmente è esposto al National Museum of the United States Air Force.

Dall'entrata in guerra, nel giugno 1940, fino alla resa dell'8 settembre, l'M.C.200 fu il caccia italiano più largamente utilizzato. Operativo in Grecia, Nord Africa, Iugoslavia, Mediterraneo e Russia (dove ottenne un ottimo rapporto fra perdite e aerei nemici distrutti, 15 a 88), il Saetta poteva competere con i caccia alleati schierati nello scacchiere mediterraneo e africano, pur soffrendo un difetto di velocità e potenza di fuoco (specie nel confronto con l'Hurricane o con il P-40), ma aveva un certo vantaggio se riusciva ad ingaggiare un combattimento manovrato a breve distanza. Prima della fine del 1941 lo Spitfire era l'unico caccia avversario in grado di surclassare nettamente l'M.C. 200. Allo stesso modo anche i sovietici sostituirono i loro apparecchi antiquati con macchine notevolmente più moderne. Gli inglesi avevano progressivamente ritirato i Gloster Gladiator e gli Hurricane delle serie più vecchie, sostituendoli con Hurricane pesantemente armati delle varianti Mk.II, Spitfire e Curtiss P-40. Dal 1941/1942 in poi il Saetta divenne progressivamente obsoleto. Il debole armamento inoltre lo rendeva poco efficace come intercettore dei plurimotori anglo americani, sempre più veloci, protetti e bene armati.

### Jugoslavia
Allo scoppio delle ostilità contro la Jugoslavia, i Macchi del 4º Stormo entrarono in azione. All'alba del 6 aprile 1941, ore prima della dichiarazione ufficiale di guerra, quattro M.C.200 della 73ª Squadriglia svolsero la prima missione di questo ciclo operativo, sorvolando la piazzaforte di Pola e spingendosi fino all'isola di Cherso, incendiando una petroliera.
I Macchi del 4º Stormo si alzarono in volo contro la Jugoslavia per l'ultima volta il 14 aprile: 20 “Saette” del 10º Gruppo compirono una crociera offensiva fino a 100 km a sud di Karlovac, ma non incontrarono velivoli nemici. Le operazioni sul fronte jugoslavo terminarono il 17 aprile. In undici giorni il 4º Stormo non perse alcun velivolo e distrusse al suolo 20 idrovolanti, colpendone altri dieci. Incendiarono una petroliera, un'autobotte e mezzi meccanizzati, due o tre carriole, una botte e un carrettino. Distrussero impianti aeroportuali.
Dopo l'attacco alla Jugoslavia, il 12 giugno 1941, designato Gruppo Autonomo C.T. il 10º Gruppo fu trasferito in Sicilia, a Catania, per un ciclo di operazioni contro Malta. In questo periodo, tutti i motori Fiat A.74, prodotti su licenza dalla Reggiane, dopo un'ispezione di un capitano del Genio aeronautico e di un ingegnere della ditta, furono sostituiti per guasti che portavano le temperature dell'olio a livelli pericolosi.

### Nord Africa
Per il Macchi M.C.200, il deserto fu il teatro di operazioni più importante. I primi undici M.C.200 giunsero il 19 aprile 1941 a Castel Benito, quelli della 374ª Squadriglia alla guida del Cap. Favini. A fine giugno ne restavano solo nove. Seguirono quelli della 372ª, del 153º Gruppo Asso di Bastoni, il 2 luglio. L'8 dicembre 1941, i Macchi MC.200 del 153º Gruppo si scontrarono con gli Hurricanes del 974th Squadron. Nel corso di un combattimento, il comandante britannico, Wing Commander Sidney Linnard, vide un Macchi che attaccava un Hurricane. I due aerei facevano strette virate e perdevano quota. Linnard cercò di togliere il Macchi dalla coda del pilota britannico, ma il Macchi, virando più stretto, colpì l'abitacolo dello Hawker che si capovolse e precipitò in picchiata, uccidendo l'asso (sei aerei distrutti) neozelandese della RAF Flight Lieutenant Owen Vincent Tracey.
Il consuntivo luglio-dicembre del 153º Gruppo è di 359 azioni per un totale di 4 686 ore e 54 avversari distrutti a terra e in volo.
Il 20 luglio del 1942 arrivava a Tripoli il 18º Gruppo del 3º Stormo con le squadriglie 83ª, 85ª e 95ª. Ventuno "Saetta", in tutto, muniti di due travetti portabombe alari del peso di 3 kg, analoghi a quelli già montati sui Fiat C.R.42 per carichi fino a 160 kg. Al 1º agosto, il Macchi 200 è ancora il caccia italiano presente nel maggior numero di esemplari in Nord Africa, con 76 esemplari, per metà (37) in carico al 2º Stormo. I "Saetta", seppur come intercettori sempre più sostituiti dai più potenti Macchi M.C.202, affrontavano anche i primi quadrimotori alleati. Il 14 agosto il sottotenente Vallauri del 2º Stormo attaccò da solo quattro Consolidated B-24 Liberator nel cielo di Tobruk, riuscendo ad abbatterne uno. Il 23 agosto 1942, tre M.C.200 si lanciavano su un gruppo di Liberator e il sergente Zanarini e il sottotenente Zuccarini ne abbatterono uno. Il bilancio dell'unità, in quell'agosto, fu di 198 aerei impiegati in 394 ore su Tobruk, 1 482 ore di scorte a 77 convogli. Ma la superiorità alleata si faceva sempre più schiacciante. In ottobre i Macchi 200 perduti dal 2º Stormo furono dieci. All'inizio di novembre 1942 i "Saetta" in prima linea - tra 2º e 3º Stormo - erano solo 15. Anche se surclassati in velocità e armamento dalle ultime versioni degli Hawker Hurricane, dai Curtiss P-40 e soprattutto dai Supermarine Spitfire, i Macchi riuscivano ad ottenere ancora qualche vittoria. In novembre, il tenente Savoia e il sergente maggiore Baldi abbatterono due Bristol Beaufighter. Il sergente Turchetti riuscì ad abbattere due aerei. Il primo dicembre il 2º Stormo aveva in carico solo 42 "Saetta", dei quali 19 efficienti. 
Il 29 marzo 1943, nel settore di Gabès, in Nord Africa, 15 M.C.200 intercettarono P-40 e Spitfire dichiarando 4 vittorie al prezzo di un atterraggio forzato.

### Altri teatri operativi

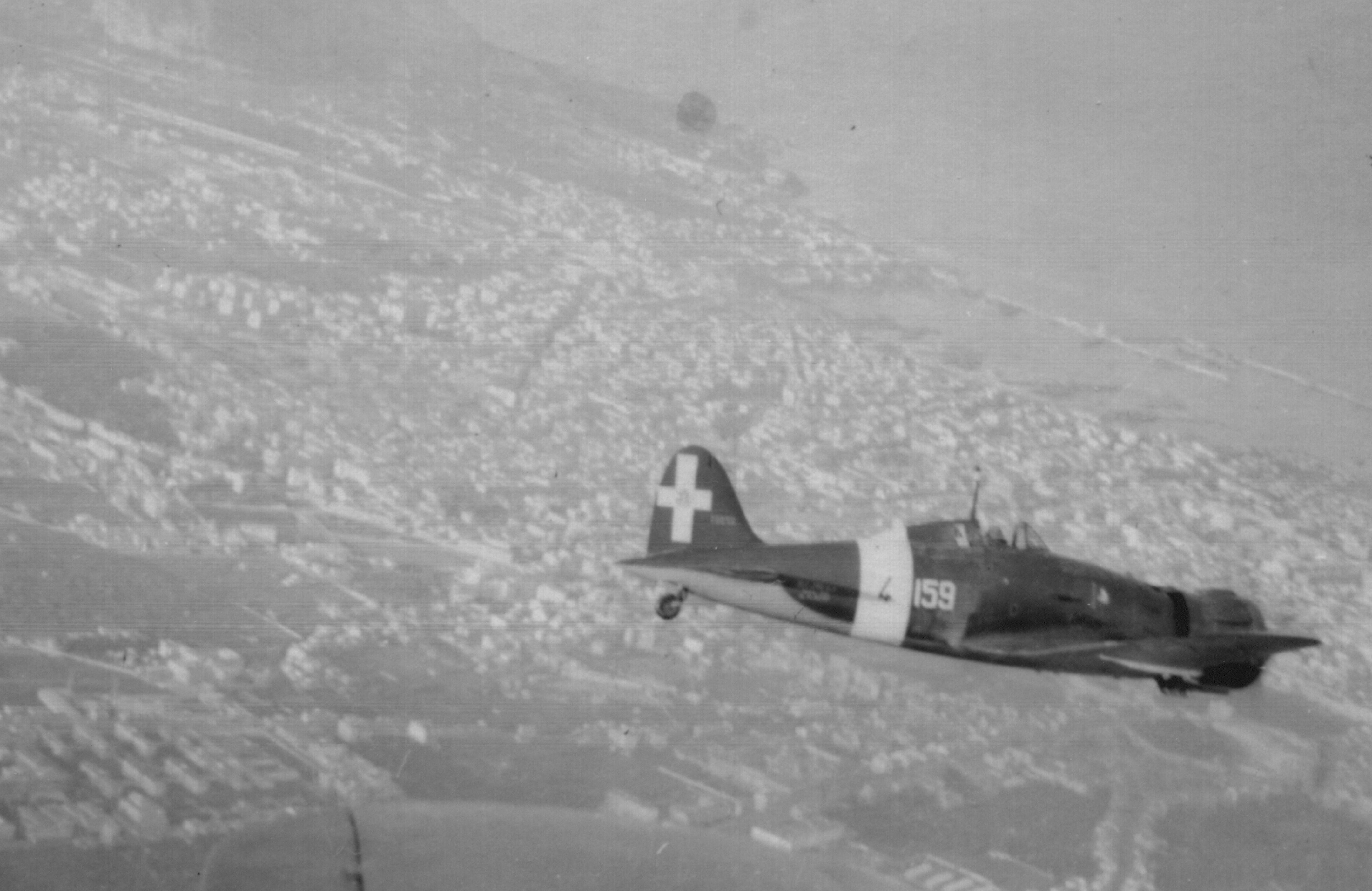
Un Saetta in volo sulla Sicilia occidentale

Su Malta si registrò probabilmente la prima perdita di un M.C.200. Il 23 giugno 1940, quattordici Macchi del 6º Gruppo, di cui nove della 79ª Squadriglia, otto dall'88ª e uno dall'81ª, scortavano sull'isola-fortezza dieci SM.79 dell'11º Stormo. Due Gloster Gladiator furono fatti decollare. Il N5519 pilotato dal Flight Lieutenant George Burges dopo aver attaccato uno dei Savoia Marchetti fu a sua volta ingaggiato dal "Saetta" del sergente maggiore Molinelli della 71ª Squadriglia, al largo di Sliema, in un duello aereo in "stile Prima Guerra Mondiale". Superato in manovra nonostante la maggiore velocità, il Saetta fu colpito e precipitò in mare.
A settembre dello stesso anno volarono su Malta per scortare i bombardieri S.M.79 o i ricognitori CANT Z.1007bis. Il mattino del 25 luglio 1941 un Cant.Z da ricognizione fotografica del 30º Stormo fu inviato su La Valletta per fotografare il convoglio inglese "Substance" che aveva attraccato il giorno prima. Una quarantina di Macchi C.200 del 54º Stormo di Comiso e del 10º Gruppo di Gerbini furono incaricati di scortare il ricognitore. Su Malta una trentina di Hurricane piombarono sulla formazione: il trimotore precipitò in fiamme e due Macchi furono abbattuti: quello del sottotenente Liberti, che morì, e quello del tenente De Giorgi. I piloti dei "Saetta" dichiararono l'abbattimento di quattro Hurricane: due da parte del sergente maggiore Magnaghi, uno dal capitano Gostini e uno dal sergente Omiccioli, della 98ª Squadriglia. Alcuni esemplari in carico al 1º Stormo Caccia, appartenenti alla prima serie di produzione, furono ritirati dalla prima linea per problemi dovuti a profilo alare difettoso. Corretto questo inconveniente, il Macchi M.C.200 dimostrò di essere una macchina affidabile. Molto maneggevole, aveva una velocità ancora sufficiente per competere con l'Hawker Hurricane, rispetto al quale era superiore nel combattimento manovrato, ma superato come potenza di fuoco. La manovrabilità e la robustezza della struttura e del motore radiale erano le uniche risorse del "Saetta" che - occasionalmente - e solo grazie all'esperienza dei piloti riusciva ad ottenere qualche vittoria aerea. Una delle ultime si verificò pochi giorni prima dell'Armistizio.
Il 3 settembre 1943, (o più probabilmente 2 settembre 1943) mentre era di pattuglia sulla base navale del porto di La Spezia, il tenente Petrosellini della 92ª Squadriglia dell'8º Gruppo fu messo in allerta dalla guida-caccia. Uno stormo di 24 Boeing B-17 Flying Fortress americani si stava avvicinando. Petrosellini eseguì da solo due attacchi, incontrando il classico violento fuoco di sbarramento dei B-17, riuscendo ad abbatterne uno ed eseguendo poi un atterraggio di emergenza sul suo aeroporto di Sarzana.

#### Russia

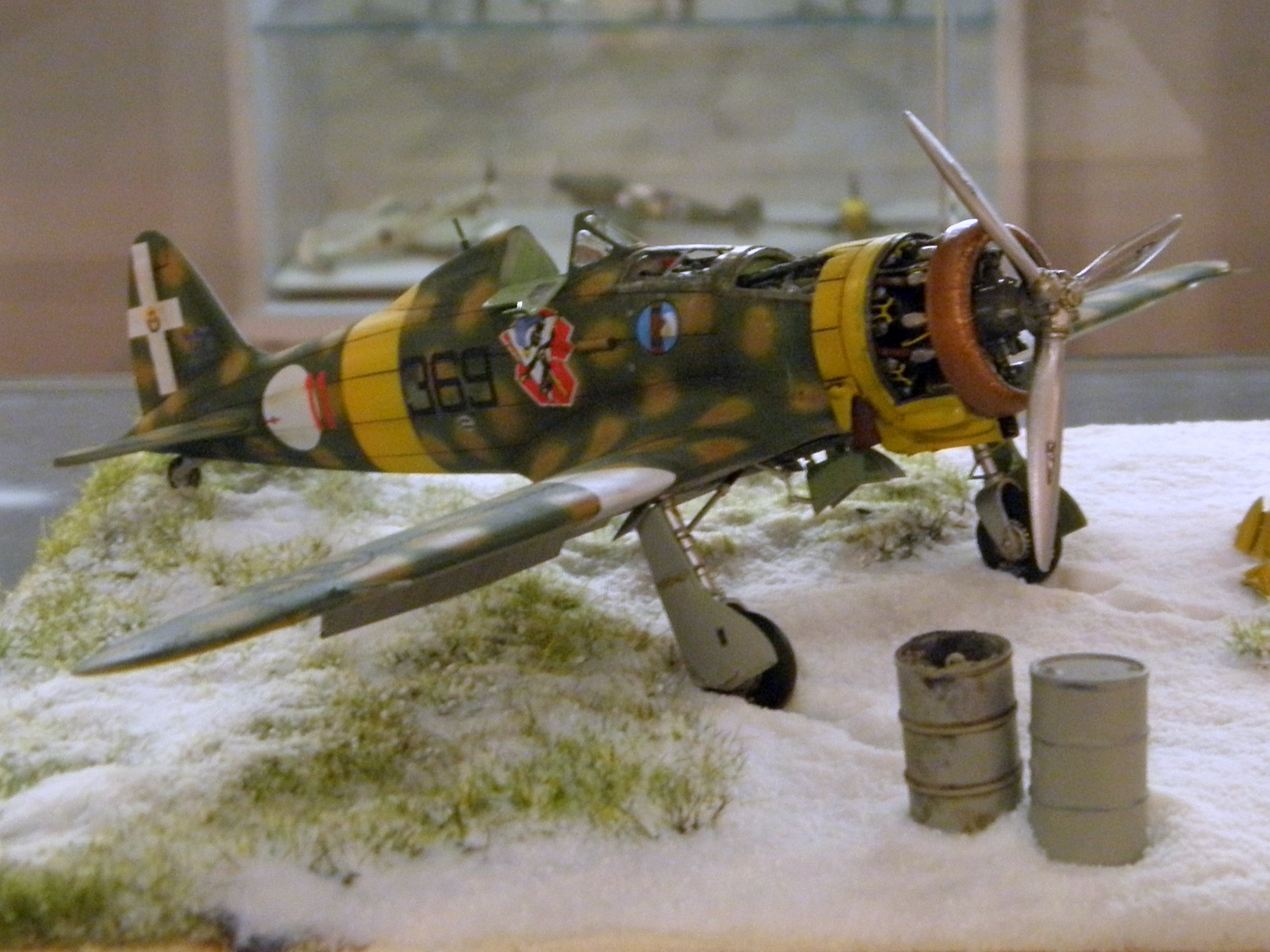
Voghiera, Museo del modellismo storico: modello di un Saetta della 369ª Squadriglia, 22º Gruppo Autonomo CT, in manutenzione con cappottatura motore aperta, nel periodo del fronte orientale.

I "Saetta", nonostante l'abitacolo aperto, si comportarono molto bene in Russia, anche in inverno. Nell'agosto del 1941 il 22º Gruppo Autonomo Caccia Terrestre con le squadriglie 359ª, 362ª, 369ª e 371ª con 51 M.C.200, fu inviato sul fronte orientale. Gli Italiani compirono le loro prime missioni da Krivoi Rog il 27 agosto 1941, ottenendo otto vittorie aeree contro caccia e bombardieri sovietici".
Quando, a natale, la Legione delle Camicie Nere fu attaccata dai sovietici a Novo Orlovka, i piloti italiani del Corpo Aereo aiutarono i loro camerati con attacchi a bassa quota su obiettivi terrestri nel settore di Burlova. Abbatterono anche cinque aerei sovietici. Il 28 dicembre fu ricco di successi per gli italiani: abbatterono nove apparecchi sovietici, inclusi sei caccia Polikarpov I-16, nell'area di Timofeyevka e Polskaya senza perdite. Tutte queste vittorie furono ottenute dalla 359ª Squadriglia. Il 22º Gruppo - come le altre unità della Regia Aeronautica - non riconosceva vittorie individuali. Il 29 dicembre 1941 la 369ª Squadriglia perse il comandante, il ventinovenne capitano Giorgio Jannicelli, che combatté una solitaria battaglia aerea contro più di dieci I-16 e Mikoyan-Gurevich MiG-3. Gli fu concessa la Medaglia d'Oro postuma. A causa del cattivo tempo, nel gennaio 1942 i Macchi restarono bloccati a terra, ma, il 4 e il 5 febbraio, gli Italiani distrussero 21 aerei sovietici sui loro aeroporti, e ottennero cinque vittorie aeree. Per la fine di marzo avevano ottenuto ulteriori 21 vittorie aeree.
Il 4 maggio 1942 il 22º Gruppo Autonomo Caccia Terrestre, che aveva raggiunto il suo limite operativo, venne sostituito dal 21º Gruppo Autonomo Caccia Terrestre, composto dalle squadriglie 356ª, 382ª, 361ª e 386ª. Il 21°, comandato dal maggiore Ettore Foschini, portò con sé nuovi caccia Macchi M.C.202 e 18 nuovi Macchi M.C.200.

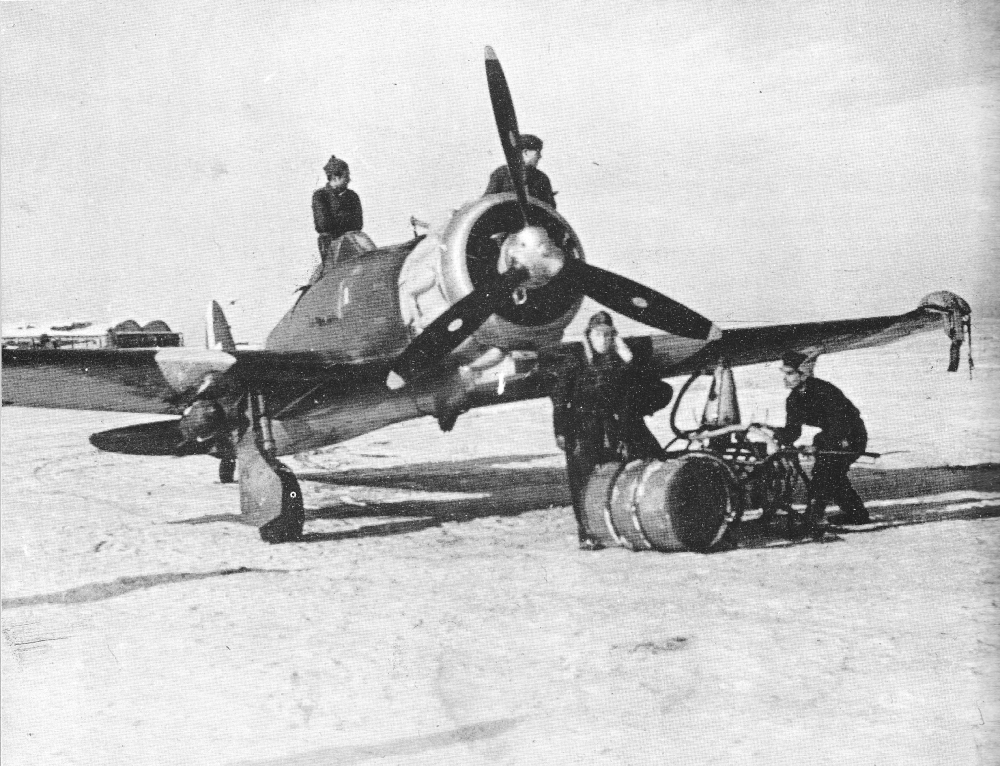
Un Macchi MC.200 in Russia nel 1942 con due bombe da 100 kg in attacchi sub-alari.

Durante la seconda battaglia di Kharkov (12-30 maggio 1942) i piloti italiani svolsero scorte per ricognitori e bombardieri tedeschi e si guadagnarono le lodi del comandante della 17ª Armata tedesca, in particolare, per i loro audaci ed efficaci attacchi nell'area di Slavyansk.
Nell'estate del 1942, seguendo l'avanzata tedesca, il 21º Gruppo si trasferì prima sull'aeroporto di Makeyevka, e, in seguito, su quelli di Tazinskaya, Voroshilovgrad e Oblivskaya. Ai piloti italiani sempre più spesso veniva richiesto di scortare aerei tedeschi e il 25 e il 26 luglio cinque M.C.200 venivano abbattuti nel corso di combattimenti aerei con i sovietici.
Di lì a poco giunsero dall'Italia 17 Macchi 202 "Folgore" a rafforzare lo schieramento di "Saette", ormai logorate dall'incessante impiego. Ai primi di dicembre, le "Saette" ancora in linea sono 32 più 11 Folgore, le perdite si fanno pesanti di fronte a un avversario più agguerrito e su macchine nuove.
L'ultima azione di massa con 25 aerei è il 17 gennaio 1943 con un mitragliamento nel settore di Millerovo. L'aviazione dell'ARMIR iniziò ad essere ritirata il 18 gennaio. Il ripiegamento venne completato a metà maggio.
In Italia rientravano 30 Macchi M.C.200 e nove M.C.202, mentre 15 aerei inservibili furono abbandonati durante la ritirata. Un totale di 66 aerei italiani erano stati persi sul fronte orientale per varie cause, a fronte - secondo i dati ufficiali - dell'abbattimento di 88 aerei nemici, durante 17 mesi di azione in quel teatro di guerra.
Compendio delle operazioni: 2 557 voli di penetrazione offensiva, 511 in appoggio tattico con sgancio di bombe, 1.310 mitragliamenti, 1.938 scorte, 88 avversari distrutti con la perdita di 15 Macchi M.C.200; reparto di punta la 362ª Squadriglia del capitano Germano La Ferla che annienta al suolo 13 apparecchi sovietici abbattendone in volo 30.
La robusta struttura metallica e il motore stellare raffreddato ad aria lo rendevano un ottimo aeroplano per attacchi al suolo, spesso impiegato come caccia bombardiere.

## Versioni
- C.200: due prototipi (MM.336/ MM.337) con motore Fiat A.74 RC.38, cabina di pilotaggio chiusa, carrello e ruotino di coda completamente retrattili. Primo volo il 24 dicembre 1937 nelle mani del collaudatore Giuseppe Burei.[30]
- C.200: prima versione di grande serie, dotata di profilo alare modificato, e motore Fiat A.74 RC.38. A partire dal 241º esemplare si rinunciò alla cabina totalmente chiusa e, dopo i primi 146 esemplari, alla retrattilità del ruotino di coda.
- C.200 A2: designazione di fabbrica della versione con motore Fiat A.74 RC.38, e ala e carrello del C.202.[31]
- C.200 B2: designazione di fabbrica della versione con motore Fiat A.74 RC.38, e solamente il bordo di attacco alare del C.202.[31]
- C.200 AS: versione ricavata per conversione degli esemplari destinati al teatro operativo dell'Africa Settentrionale Italiana (A.S.I.). Montava un filtro antisabbia alla presa d'aria del carburatore.[32]
- C.200 CB: versione ricavata per conversione degli esemplari destinati al teatro operativo dell'Africa Settentrionale Italiana (A.S.I.) destinati al ruolo di cacciabombardiere. Montavano due travetti alari portabombe del peso di 3 kg e capacità di trasportare una bomba da 50, 100 o 160 kg.[32]
- C.200 Bis: designazione di fabbrica per un esemplare realizzato dalla Breda, sulla cellula dell'esemplare MM.8191, dotato di propulsore Piaggio P. XIX da 1 175 CV.[31]

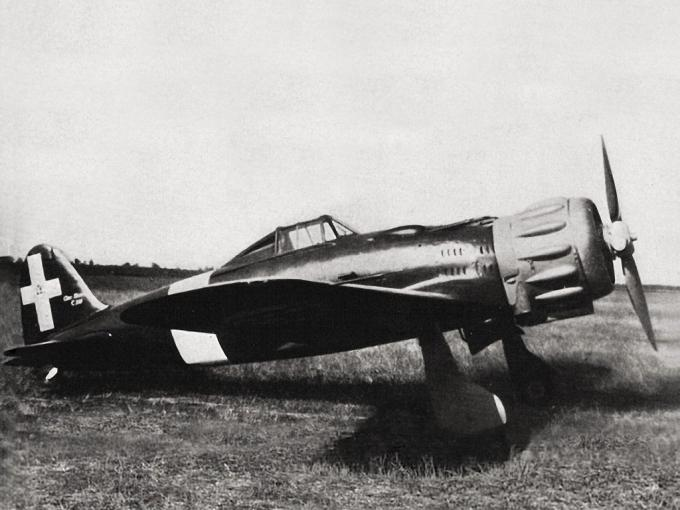
Il Macchi Mc-201

- C.201: previsto per l'adozione del motore Fiat A.76 RC.40 da 1 000 CV, l'aereo si avvaleva di alcune migliorie aerodinamiche, quali la fusoliera priva del rigonfiamento dorsale e l'abitacolo chiuso. Poiché il motore previsto non era ancora disponibile, il prototipo venne equipaggiato con il Fiat A.74 RC.38 da 840 CV e venne portato in volo nell'agosto 1940 dal collaudatore Guido Carestiato raggiungendo la velocità di 512 km/h.[33]
Caratteristiche tecniche: motore Fiat A.76 RC.40, radiale raffreddato ad aria da 1 000 CV; apertura alare 10,58 m; lunghezza 8,45 m; altezza 3,51 m; superficie alare 16,80 m²; peso a vuoto 2 030 kg, al decollo 2 466 kg; velocità massima 525 km/h; autonomia 800 km; tangenza pratica 9 000 m; armamento due mitragliatrici da 12,7 mm in fusoliera.[34]
L'aereo non ebbe seguito poiché il motore previsto, il Fiat A.76, fu omologato solo a metà del 1943.[2]

## Utilizzatori
Germania
- Luftwaffe

operò con diversi esemplari catturati dopo l'armistizio di Cassibile.
 Italia
- Regia Aeronautica
  - 8º Gruppo Autonomo Caccia Terrestre
  - 22º Gruppo Autonomo Caccia Terrestre
  - 151º Gruppo
  - 152º Gruppo

 Regno del Sud
- Aeronautica Cobelligerante Italiana

operò con diversi esemplari riassegnati e dotati di nuove coccarde dopo l'armistizio di Cassibile.

### Pubblicazioni
- Daniele Lembo. "I brutti Anatroccoli della Regia". Aerei Nella Storia n.26, dicembre 2000.
- Tullio Marcon. "Hurricane in Mediterraneo". Storia Militare n. 80.
- Nico Sgarlato. AERMACCHI C.202 FOLGORE. Parma: Delta Editrice, 2008

### Sviluppi
- Macchi C.202
- Macchi C.205V
- Macchi C.205N

### Aerei comparabili
- Bloch MB 150
- Curtiss P-36
- Fiat G.50
- Grumman F4F Wildcat
- Nakajima Ki-27
- Polikarpov I-180
- Seversky P-35